# On Me (singel Modelek)
On Me – singel polskiego zespołu Modelki, który został wydany 7 grudnia 2023.
Nagranie otrzymało w Polsce status podwójnej platynowej płyty.
Singel zdobył prawie 6 milionów wyświetleń w serwisie YouTube (2024) oraz prawie 10 milionów odtworzeń w serwisie Spotify (2024).

## Nagrywanie
Utwór został wyprodukowany przez Vłodarskiego. Za mix/mastering utworu odpowiada również Vłodarski. Tekst do utworu został napisany przez Urszulę Kowalską, Agnieszkę Nowakowską, Zuzannę Fijak oraz Szymona Kwietnia.

## Twórcy
- Vłodarski – kompozycja, produkcja

- Urszula Kowalska – tekst, wokal
- Agnieszka Nowakowska – tekst, wokal
- Zuzanna Fijak – tekst, wokal
- Szymon Kwiecień – tekst

## Lista utworów
- Digital download[2]

1. „On Me” – 2:08

## Występy telewizyjne z utworem
| Koncert/gala                     | Data             | Transmisja telewizyjna | Źródło              |
| -------------------------------- | ---------------- | ---------------------- | ------------------- |
| Roztańczony PGE Narodowy 2024    | 28 września 2024 | Polsat                 | [ 6 ] [ 7 ] [ 8 ]   |
| Lata z Radiem i Telewizją Polską | 12 lipca 2025    | TVP2                   | [ 9 ] [ 10 ] [ 11 ] |

## Certyfikaty i sprzedaż
| Kraj          | Certyfikat         | Sprzedaż | Data przyznania |
| ------------- | ------------------ | -------- | --------------- |
| Polska (ZPAV) | 2× platynowa płyta | 100 000+ | 11 grudnia 2024 |

## Pozycje na listach

### Najwyższa pozycja na listach tygodniowych
| Kraj   | Lista                    | Pozycja |
| ------ | ------------------------ | ------- |
| Polska | OLiS – single w streamie | 28      |
| Polska | Spotify                  | 26      |